# 데와 3산

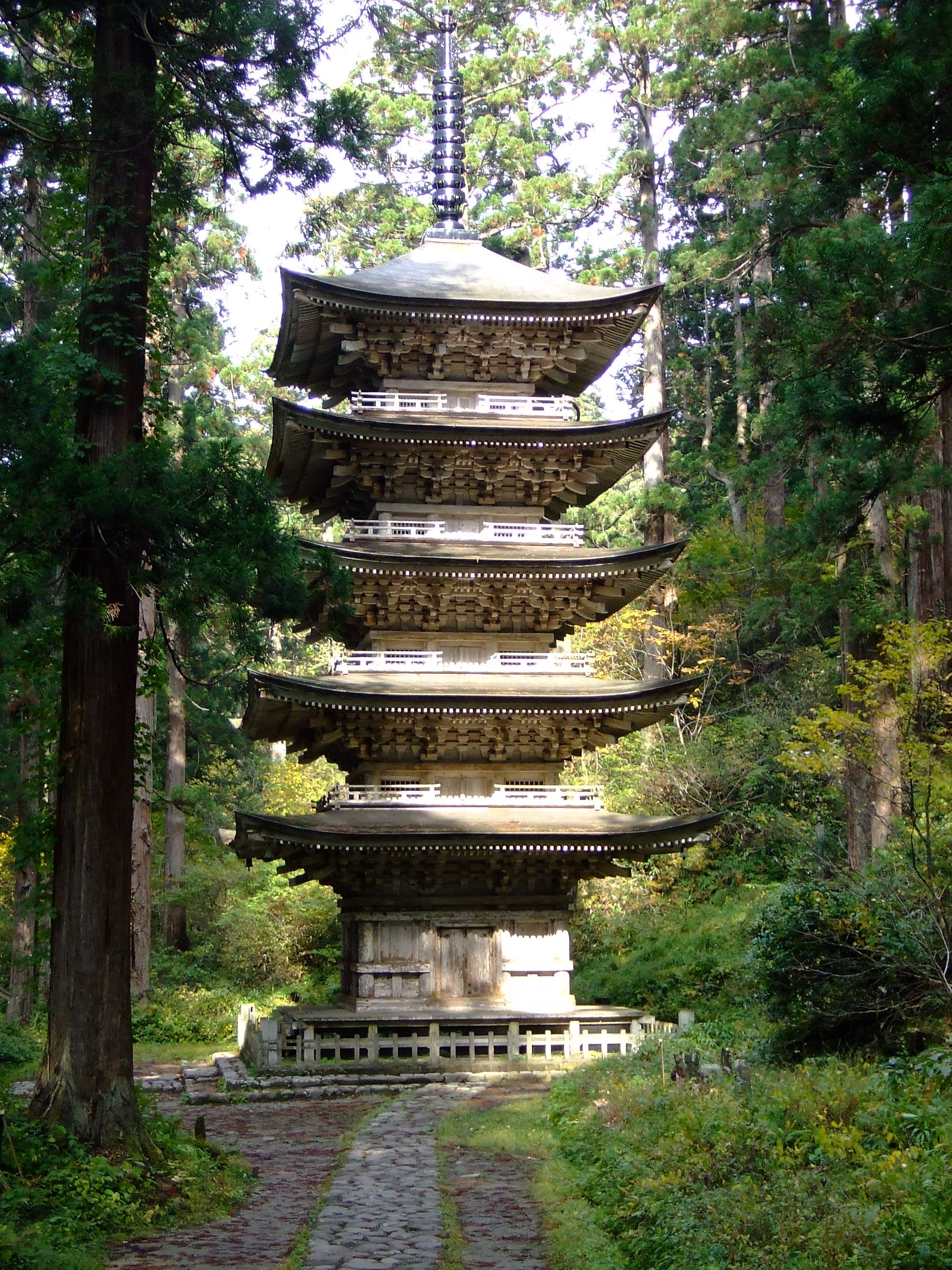
하구로산 5층탑

데와 3산(出羽三山 데와산잔[*]) 고대의 데와국(현 야마가타현)에 모여있는 세 곳의 신성한 산(하구로산, 갓산, 유도노산을 가리킨다. 일본의 고유 종교인 신토와 산에서 수행을 하는 슈겐도 의식에서 특히 신성시된다. 데와 3산은 많은 사람들이 방문하는 순례지로 유명한 하이쿠 시인 마쓰오 바쇼도 이곳을 방문했었다.
하구로산 5층탑은 일본의 국보로 지정되어있다.